# Jürgen Wernstedt
Jürgen Wernstedt (* 1. Juni 1940 in Halle (Saale)) ist ein deutscher Elektroingenieur und Professor für Regelungstechnik/Systemmodellierung. Er hat die wissenschaftlichen Grundlagen für die Systemanalyse als Bestandteil der technischen Kybernetik an der Technischen Universität Ilmenau geschaffen. Weiterhin war er Leiter des neu gegründeten Anwendungszentrums „Systemtechnik“ Ilmenau des Fraunhofer-Instituts für Informations- und Datenverarbeitung Karlsruhe (IITB) sowie Mitbegründer und erster Geschäftsführer der „System Engineering GmbH Ilmenau“.

## Leben und Wirken
Jürgen Wernstedt wurde in Halle (Saale) geboren, kehrte 1945 mit seinen Eltern auf den Hof der Familie nach Stegelitz/Altmark zurück, besuchte eine Polytechnische Oberschule (POS) sowie eine Erweiterte Oberschule (EOS) und hat 1958 das Abitur erworben. Unmittelbar danach studierte er an der Technischen Hochschule Ilmenau (TH Ilmenau) an der Fakultät für  Schwachstromtechnik, später im Hauptstudium das Fach Regelungstechnik bei Karl Reinisch.  Sein Studium schloss er 1964 als Diplom-Ingenieur (Dipl.-Ing.) für Regelungstechnik ab.
Die Berufstätigkeit nahm er als wissenschaftlicher Assistent für Regelungstechnik an der TH Ilmenau bei Karl Reinisch auf. Hier erarbeitete er seine Dissertation und  promovierte 1969. Er bekam 1972 eine Berufung zum Hochschuldozenten für „Automatische Steuerung–Modellbildung“. Danach hat er damit begonnen, die Lehr- und Forschungsgruppe „Prozessanalyse und Prozessführung“ im Institut für Regelungstechnik der Sektion Technische und Biomedizinische Kybernetik aufzubauen und entsprechende spezielle Lehrveranstaltungen zu entwickeln.
Im Jahr 1978 erwarb er die Facultas Docendi und legte seine Habilitationsschrift (Dissertation B) vor. Es folgte seine Promotion zum Doktor der Wissenschaften (Doctor scientiae technicarum,  Dr. sc. techn.); später  Umwandlung des „Dr. sc. techn.“ in „Dr.-Ing. habil.“
Von 1983 bis 1985 wechselte er in die Mikroelektronik-Industrie in den Betrieb Mikroelektronik Erfurt, und er war hier in der Fertigung hochintegrierter Schaltkreise als Projektleiter für „Rechnergestützte Prozessführung“ tätig. Somit konnte er zu seinem speziellen Fachgebiet „Prozessanalyse und Prozessführung“ praktische Erfahrungen gewinnen.
1985 erfolgte seine Berufung als ordentlicher Professor für das Fachgebiet Systemanalyse an die TH Ilmenau. Nach der deutschen Wiedervereinigung wurde Wernstedt als Honorarprofessor für „Wissensbasierte Systeme in der Robotik“ an die TU Wien eingeladen und nahm diese Aufgabe von 1993 bis 1996 wahr.  Parallel war er an der  Niederösterreichischen Landesakademie in Krems an der Donau tätig.
1996 bekam Wernstedt eine Berufung zum C4-Professor für das Fachgebiet Systemanalyse an der TU Ilmenau. Zusätzlich wurde er mit der Leitung des neu gegründeten Anwendungszentrums Systemtechnik Ilmenau des Fraunhofer-Instituts für Informations- und Datenverarbeitung Karlsruhe (IITB) betraut. Darüber hinaus war er einer der Gründer und der erste Geschäftsführer des Unternehmens „System Engineering GmbH Ilmenau“.
Die Lehrtätigkeit von Wernstedt umfasste folgende Gebiete:
- Regelungs- und Systemtechnik
- Prozessanalyse
- Systemanalyse
- Modellbildung
- Fuzzy Control
- Wissensbasierte und Entscheidungshilfesysteme
- Mensch-Technik-Umwelt.

Hierzu hat Wernstedt die entsprechenden Fachbücher „Experimentelle Prozessanalyse“ (1989) und „Fuzzy Control“ (1996) geschaffen.
Auf dem Forschungsgebiet Systemanalyse hat Wernstedt zahlreiche Projekte zur rechnergestützten Erfassung, Selektion und Aufbereitung von Informationen (Datenanalyse) durchgeführt und hierzu die entsprechenden wissenschaftlichen Auswertungen vornehmen lassen im Rahmen von Dissertationen und anderen Graduierungsarbeiten. Dies führte zur Erstellung von mathematisch-kybernetischen Modellen für Signale und Systeme.
Seine Zielstellung hierbei bestand in der Schaffung von Voraussetzungen für die Vorhersage und die Entscheidungsfindung in komplexen Prozessen. Insbesondere ging es stets um die Erarbeitung und Durchsetzung von Entscheidungsvorschlägen und Entscheidungsstrategien zu Entwurf, Diagnose, Steuerung/Führung und Planung in technischen und nichttechnischen Anwendungsgebieten.
Während seiner Forschungstätigkeit betreute er zahlreichen Diplomarbeiten sowie etwa 40 Promotionen und begleitete darüber hinaus 5 Habilitationsarbeiten. Diese akademischen Schüler von Wernstedt sind  inzwischen in der freien Wirtschaft sowie teilweise selbst als Professoren tätig, u. a. der langjährig als Prorektor und zeitweise als Rektor der HTWK Leipzig tätige Markus Krabbes.
Im Jahre 2005 wurde Wernstedt mit Erreichen der Altersgrenze emeritiert, auch danach war er weiterhin wissenschaftlich aktiv. Er zählt zum akademischen Umfeld von Karl Reinisch, aus dem weitere Professoren hervorgegangen sind: Ulrich Engmann, Manfred Günther, Tatjana Lange, Jan Lunze, G. Otto, H. Puta, Michael Roth, Josef Sponer, Günter Stein u. a.
Außerdem arbeitete er als IM für die STASI ab 1980, unter dem Decknamen MARAUN. Später sogar für die HVA der STASI unter Beibehaltung dieses Decknamens.

## Publikationen (Auswahl)
- Ein Beitrag zur Systemanalyse von gestörten linearen industriellen Regelstrecken mit analogen Modellen. Dissertation, TH Ilmenau, Fakultät für Ingenieurwissenschaften, Ilmenau 1969.
- Experimentelle Prozessanalyse. Verlag Technik, Berlin 1989, ISBN 978-3-341-00676-4.
- Experimentelle Prozessanalyse. Oldenbourg Verlag, München; Wien 1989, ISBN 978-3-486-20869-6.
- Blau, J. R.; Franke, A.; Wernstedt, J.; Fuchs-Kittowski, K.: Diagnosis and Prognosis of the Competence of Man in Man-Machine Systems (based on Pilot Performance). In: Fuchs-Kittowski, K.; Hartmann, Chr.; Mühlenberg, E. (Hrsg.): Proceedings of the International IFIP-HUB-Conference on Information System, Work and Organization Design. Berlin 1989.
- Mario Koch, Thomas Kuhn, Jürgen Wernstedt: Fuzzy control – optimale Nachbildung und Entwurf optimaler Entscheidungen. Oldenbourg Verlag, München; Wien 1996, ISBN 978-3-486-23355-1.